# 해남윤씨추원당
해남윤씨추원당(海南尹氏追遠堂)은 대한민국 전라남도 강진군 도암면 강정리에 있는 건축물이다. 1990년 2월 24일 전라남도의 민속문화재 제29호로 지정되었다.

## 개요
해남 윤씨 덕정동파의 직계 선조인 윤사보와 윤경 선생께 제사드리기 위해 세운 제각(祭閣)이다. 조선 인조 27년(1649) 고산 윤선도(1587∼1671)가 중심이 되어 지었다고 한다. 정조 5년(1781)과 1936년, 1986년 3차례에 걸쳐 수리하였고 현재 원형을 잘 유지하고 있다.
앞면 5칸·옆면 2칸 크기이며 지붕은 옆면에서 볼 때 지붕선이 여덟 팔(八)자 모양과 비슷한 팔작지붕이다. 행랑채는 트인 ㄷ자형 건물로 대청을 중심으로 양쪽에 대청·방·부엌(정지)를 배치하였다. 옆에 딸린 우사는 앞면 3칸 ·옆면 1칸 건물이며 외양간 ·부엌(정지) ·방을 두었다.
제각 건축 연구자료의 가치와 조선사회 친족조직이 변모하던 17세기 중반의 변화상을 반영하고 있어 의미있는 자료가 되고 있다.

## 참고 문헌
- 해남윤씨추원당 - 국가유산청 국가유산포털